# هالفور بيرسون
هالفور بيرسون (بالنرويجية البوكمول: Halvor Persson)‏ هو متزلج قفز نرويجي، ولد في 11 مارس 1966.

## وصلات خارجية
- هالفور بيرسون على موقع الاتحاد الدولي للتزلج (القفز التزلجي) (الإنجليزية)